# 镇江古城墙遗址
镇江古城墙遗址，位于江苏省镇江市京口区，是中华人民共和国江苏省文物保护单位之一。
此文物保护单位是当代发掘的两座古城遗址，一是位于京口区北固山前峰的三国铁瓮城古城墙遗址，或称铁瓮城遗址，二是位于镇江城东花山湾一带的东晋花山湾古城墙遗址，或称花山湾六朝古城、花山湾古城:392、花湾山古城遗址:25:23。
1995年4月19日，以镇江古城墙遗址之名列入第四批江苏省文物保护单位。2013年，铁瓮城遗址列为第七批全国重点文物保护单位（古遗址）。

## 花山湾古城
花山湾古城位于镇江市区东北花山湾的丘陵土山上。北距长江岸约700米，西北距北固山北峰甘露寺500米。北固山南峰即是铁瓮城、镇江市烈士陵园所在。花山亦名东山，为京岘山余脉，海拔高约30米。1984年5月，镇江考古工作者在花山附近住宅建筑工地山顶部被平整挖掘的断面上，发现夯土及砖砌护墙遗迹，推测为古城遗址:25。由镇江博物馆在进行考古发掘。1986年，镇江考古所刘建国在发掘报告中将其定名为“晋陵罗城”，认为其始建年代为东晋。即东晋时晋陵郡郡治——京口的罗城。有学者提出质疑:392。
1991年春，南京大学历史系考古专业和镇江博物馆决定联合对遗址进行勘探、发掘。同年9月，通过20天的考古钻探，基本搞清花山湾古城东垣、北垣、南垣范围:25。发掘简报认为，该城为唐代润州罗城，与王璠、周宝两次修建罗城相关:35。
2009年，镇江博物馆对唐代润州罗城西垣马家山段进行发掘。该城垣筑法与花山湾古城东垣相近，出土的铭文砖与花山湾古北、东、南城垣出土的铭文砖相近，证实花山湾古城唐代润州罗城相关:31。2010年，镇江市实施“花山环境整治”项目。镇江博物馆对项目所涉及的花山湾古城东垣、北垣进考古发掘。发掘面积114平方米，分为东城垣和城内2个发掘区。在东城垣发现一处城门遗迹。发掘简报推断该城门为唐宋罗城的“新开门”，城门始建于唐代晚期，宋代进行加筑，南宋时完全废弃:23。
唐朝太和中，王璠为浙西观察使，凿润州外隍。但是否是润州罗城，“由于语焉不详，现已难以考证”。乾符六年（879年），以泾原节度使周宝为镇海节度使。周宝筑罗城二十余里，是为唐代罗城。至北宋后废弃。南宋嘉定八年（1215年），镇江知府史弥坚大规模整饬罗城，是为宋代罗城:1。
唐代罗城和宋代罗城范围皆为大致推测，推测宋代罗城可能略小于唐代。宋代罗城南垣、西垣沿用唐代罗城。东垣放弃花山湾段的唐代罗城。直接从铁瓮城东南接出，连接上大学山至气象台山的唐代罗城旧基址。北垣外扩，接铁瓮城东北垣:2—3。